# 大阪府道145号豊中吹田線
大阪府道145号豊中吹田線（おおさかふどう145ごう とよなかすいたせん）は、大阪府豊中市から吹田市に至る一般府道である。

## 概要
豊中市利倉東2丁目から吹田市西の庄町に至る。利倉東2丁目交差点で大阪府道10号・兵庫県道100号大阪池田線から分岐、阪急宝塚本線 服部天神駅を経て服部天神駅前交差点で国道176号に接続。服部本町交差点で分岐後は、江坂の北方を東へ走り、阪急千里線 豊津駅を経て西の庄町交差点で大阪府道・京都府道14号大阪高槻京都線と接続する。なお、豊津交番前交差点から江坂町交差点までの区間は西向き一方通行である。
沿線は天井川が多い。服部を出てすぐの天竺川は築堤を越えるが、豊中・吹田市境の高川は、下をトンネルでくぐる。豊中市南部と吹田市中心部を結ぶルートとしては、南方700 mを並行する国道479号（内環状線）の抜け道的存在。自動車通行量が結構多いものの2車線しかなく、歩道も豊津駅以東にしか無いため、徒歩や自転車での通行には注意が必要である。

### 路線データ
- 起点：豊中市利倉東2丁目（利倉東2丁目交差点、大阪府道10号・兵庫県道100号大阪池田線交点）
- 終点：吹田市西の庄町（西の庄町交差点、大阪府道・京都府道14号大阪高槻京都線交点）
- 総延長：3.7 km
- 最高速度：30 km/h[注釈 1]

## 歴史
- 1954年（昭和29年）6月1日 - 主要地方道豊中吹田線を認定。
- 1971年（昭和46年）10月1日 - 一般府道豊中吹田線に降格[注釈 2]。
- 1984年（昭和59年）3月1日 - 一般府道145号豊中吹田線となる。

## 路線状況

### 重複区間
- 国道176号（豊中市服部本町1丁目・服部天神駅前交差点・豊中市服部本町1丁目・服部本町1丁目交差点）

### 道路施設

#### 橋梁
- 天竺川橋（天竺川、豊中市）

## 地理

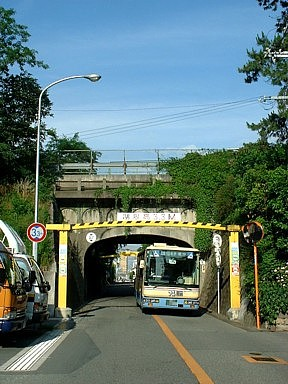
高川の下をくぐる府道と阪急バス吹田線

### 通過する自治体
- 大阪府
  - 豊中市 - 吹田市

### 交差する道路
| 交差する道路                          | 市町村名 | 交差する場所  | 交差する場所             |
| ------------------------------------- | -------- | ------------- | ------------------------ |
| 大阪府道10号・兵庫県道100号大阪池田線 | 豊中市   | 利倉東2丁目   | 利倉東2丁目交差点 / 起点 |
| 国道176号 重複区間起点                | 豊中市   | 服部本町1丁目 | 服部天神駅前交差点       |
| 国道176号 重複区間終点                | 豊中市   | 服部本町1丁目 | 服部本町1丁目交差点      |
| 大阪府道134号熊野大阪線               | 吹田市   | 江坂町3丁目   |                          |
| 国道423号 / 新御堂筋                  | 吹田市   | 江坂町2丁目   | 江坂町西交差点           |
| 国道423号 / 新御堂筋                  | 吹田市   | 江坂町1丁目   | 江坂町東交差点           |
| 大阪府道121号吹田箕面線               | 吹田市   | 垂水町1丁目   | 豊津交番前交差点         |
| 大阪府道・京都府道14号大阪高槻京都線  | 吹田市   | 西の庄町      | 西の庄町交差点 / 終点    |

### 交差する鉄道
- 阪急宝塚本線
- 北大阪急行電鉄南北線
- 阪急千里線

### 沿線
学校
- 大商学園高等学校
- 豊中市立第十六中学校
- 豊中市立北条小学校
- 豊中市立小曽根小学校
- 吹田市立江坂大池小学校
- 吹田市立豊津第二小学校

郵便局
- 豊中小曽根郵便局
- 吹田江坂郵便局
- 吹田垂水郵便局

その他公共施設
- 阪急宝塚本線 服部天神駅
- 阪急千里線 豊津駅
- 阪急バス吹田線
- 吹田市立中央図書館
- 吹田市保健センター

神社
- 服部住吉神社
- 垂水神社